# Ioan Dumitrache
Ioan Dumitrache (* 25. August 1889 – 6. März 1977) war ein rumänischer Offizier, zuletzt im Range eines Generalleutnants. Während des Zweiten Weltkriegs kommandierte er die 2. Gebirgsdivision, zudem wurde ihm am 2. November 1942 für die Einnahme Naltschiks das Ritterkreuz des Eisernen Kreuzes verliehen.

## Leben
1909 wurde er zur Offiziersausbildung zugelassen, 1911 ausgemustert. 1913 nahm er am Zweiten Balkankrieg teil.
Während des Ersten Weltkriegs nahm er auf Seiten der Entente am Krieg teil und rückte zum Hauptmann vor. 1929 wurde ihm ein Bataillonskommando übertragen. Im Herbst 1939 wurde er zum Kommandeur der 2. Gemischten Gebirgsbrigade ernannt.
Am 10. Mai 1941 wurde er zum General ernannt. Nachdem Rumänien am 22. Juni seine Unterstützungsleistungen für die Operation Barbarossa aufnahm, nahm auch die 2. Gemischte Gebirgsbrigade an Kriegshandlungen teil. Selbige Brigade wurde am 15. März 1942 zu einer Division ernannt. Im November 1941 verlegte die Brigade zurück nach Rumänien, im Juli 1942 wurde sie wieder an der Front eingesetzt. Am 28. Oktober nahm die Division unter dem Kommando Dumitraches Naltschik ein, dies wurde zu einem der bedeutendsten rumänischen Siege im Zweiten Weltkrieg.
Im April 1944 verlegte die Division erneut nach Rumänien zurück. Nach dem bedeutenden Königlichen Staatsstreich am 23. August 1944 blieb der General königstreu und säuberte Rumänien von deutschen Truppen. Hierfür erhielt er von König Michael I. den Militärorden Michael der Tapfere (1944) III. Klasse.
Zwischen 1950 und 1977 lebte der General unter Aufsicht der kommunistischen Behörden. Seine in dieser Zeit getippten Memoiren wurden Ende der 90er Jahre veröffentlicht.